# Silvie Laguna
Pour les articles homonymes, voir Laguna.
Silvie Laguna ,,, née le 20 novembre 1956, est une actrice française. Elle joue dans de nombreux films (français, britanniques et américains) et séries télévisées aux genres divers ainsi que dans des courts métrages et spots publicitaires.

## Filmographie

### Cinéma
- 1986 : On a volé Charlie Spencer de Francis Huster
- 1988 : La Petite Voleuse de Claude Miller (non créditée)
- 1991 : Delicatessen de Jean-Pierre Jeunet et Marc Caro
- 1991 : L'Amour coté en bourse de Charlotte Brandström
- 1992 : Le Zèbre de Jean Poiret
- 1994 : Pourquoi maman est dans mon lit ? de Patrick Malakian
- 1995 : Les Trois Frères de Didier Bourdon et Bernard Campan
- 1995 : Jefferson à Paris de James Ivory
- 1996 : Un samedi sur la Terre de Diane Bertrand
- 2000 : Meilleur Espoir féminin de Gérard Jugnot
- 2003 : Un homme, un vrai d'Arnaud et Jean-Marie Larrieu
- 2004 : Albert est méchant de Hervé Palud
- 2007 : Hellphone de James Huth
- 2007 : Rush Hour 3 de Brett Ratner
- 2008 : Sagan de Diane Kurys
- 2010 : Inception de Christopher Nolan
- 2012 : Parlez-moi de vous de Pierre Pinaud
- 2018 : La Ch'tite famille de Dany Boon
- 2018 : Gaston Lagaffe de Pierre-François Martin-Laval

### Télévision
- 1993 : L'Homme de la maison de Pierre Lary
- 1993 : Maigret (série)
- 1993 : Classe mannequin (série)
- 1994 : Les Intrépides (série canadienne)
- 1994 : Une qui promet de Marianne Lamour
- 1994 : Balle perdue de Étienne Périer
- 1994: Les Cordier, juge et flic, épisode "Une associée en trop": la documentaliste
- 1995 : L'Impossible Monsieur Papa de Denys Granier-Deferre
- 1994 : Commissaire Moulin (série)
- 1997 : Bonne fête papa de Didier Fontan
- 1999-2001 : Chère Marianne (série)
- 2000 : Avocats et Associés (série)
- 2001 : L'Envolé de Philippe Venault. Scénario : Isabelle Mergault
- 2002 : Une femme d'honneur (série)
- 2002 : Joséphine, ange gardien (série)
- 2004 : Julie Lescaut, épisode 8 saison 13, L'orphelin d'Alain Wermus : Employée DASS
- 2004 : Famille d'accueil (série - saison 5, épisode 2)
- 2004 : La Nourrice de Renaud Bertrand
- 2004 : Procès de famille  de Alain Tasma
- 2004 : Sauveur Giordano (série)
- 2005-2010 : Diane, femme flic (série : Marie-Laure)
- 2005 : À la poursuite de l'amour de Laurence Katrian
- 2006 : Mademoiselle Joubert (série - saison 2, épisode 1)
- 2007 : Françoise Sagan
- 2007 : Épuration de Jean-Louis Lorenzi
- 2008 : Un vrai papa Noël de José Pinheiro
- 2009 : Les Petits Meurtres d'Agatha Christie (série)
- 2010 : Contes et nouvelles du XIXe siècle (série)
- 2010 : Mes amis, mes amours, mes emmerdes... (série)
- 2012 : Clem (série)
- 2012 : Moi à ton âge de Bruno Garcia
- 2013 : La Croisière de Pascal Lahmani (série TV)
- 2019 : Le Grand Bazar de Baya Kasmi

### Clip
- Elle apparaît dans le clip de Double je de Christophe Willem

- Elle apparaît également sur la pochette du single "Ps:Je t'aime" de Christophe Willem
- Elle joue le rôle de la psychologue dans le clip de "Ps : Je t'aime" de Christophe Willem

### Publicité
- 2019 : Pub des chips Vico.

## Théâtre
- 1998 : Dormez, je le veux ! de Georges Feydeau, mise en scène Florence Giorgetti, Théâtre des Abbesses
- 1998 : Surtout ne coupez pas d'après Sorry, wrong number de Lucille Fletcher, mise en scène Robert Hossein, Théâtre Marigny (intervention filmée)
- 2017 : C'est Noël tant pis de Pierre Notte, mise en scène Pierre Notte, Comédie des Champs-Élysées